# Sentimiento antimexicano

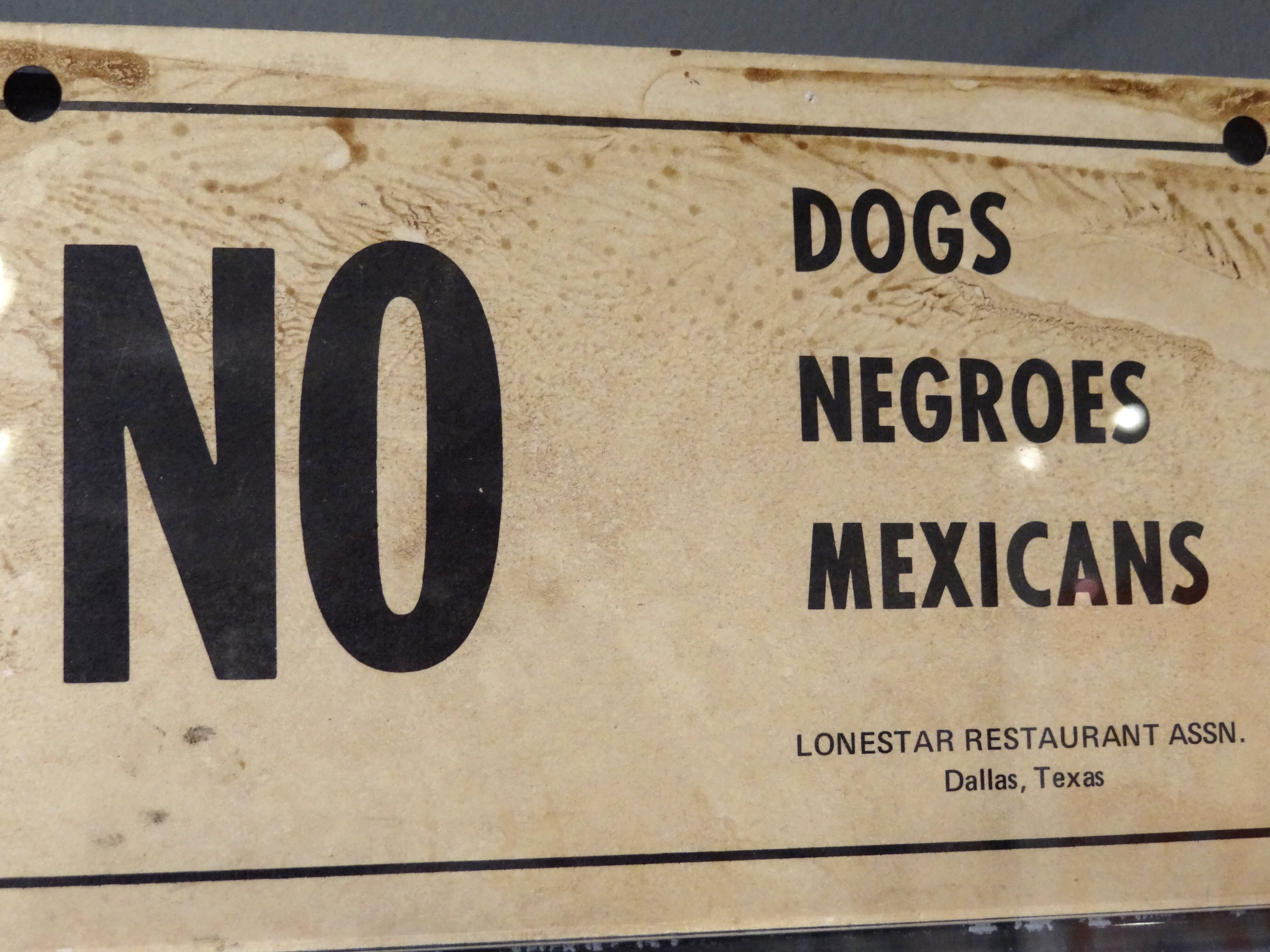
«No se admiten perros, negros ni mexicanos» era una política aplicada por la Asociación de Restaurantes Lonestar del estado de Texas.

El sentimiento antimexicano implica el odio, rencor, desconfianza, deshumanización, intimidación, miedo, hostilidad o antipatía general hacia el pueblo mexicano como grupo étnico o nacional, a México, a la cultura mexicana, o cualquier cosa relacionado con lo mexicano.

## Información general
Los sentimientos antimexicanos van desde animadversión hacia las acciones del gobierno mexicano y el desprecio por la cultura mexicana hasta la discriminación contra el pueblo mexicano. Este sentimiento es evidente en diversos países de América, aunque fuera del continente pueden verse casos de «mexicanofobia».

## Por país

### Argentina
En 2021, el entonces presidente de Argentina, Alberto Fernández, aseguro presuntamente que «Escribió alguna vez Octavio Paz que los mexicanos salieron de los indios, los brasileros salieron de la selva pero nosotros los argentinos llegamos de los barcos, y eran barcos que venían de Europa, y así construimos nuestra sociedad». Esta declaración generó revuelo en redes sociales, con duras críticas en contra de Fernández debido a sus palabras.
Durante la Copa Mundial de Fútbol de 2022, previo al partido de México contra Argentina en la fase de grupos, se registraron incidentes xenófobos entre ambas naciones, con insultos peyorativos como «salta muros» o «monos» (comentarios en contra de México, y en referencia a los mexicanos que inmigran a Estados Unidos en la frontera) o referencias sobre la guerra de las Malvinas en el caso de los comentarios despectivos en contra de los fanáticos argentinos.
En mayo de 2024, un periodista argentino lanzó un comentario peyorativo, el cual decía «no hay nada mas feo que los mexicanos», este hecho generó polémica en varios medios de internet. Posteriormente, en enero de 2025, mientras se realizaba un amistoso del Inter de Miami contra el Club América, una celebración por parte de Lionel Messi generó controversia entre algunos asistentes al partido y sectores de la población mexicana, provocando los abucheos tras que este sea cambiado por otro jugador a final del partido. Debido a esto las tensiones entre argentinos y mexicanos en las redes sociales incrementaron, provocando burlas justo cuando las selección mexicana perdió contra el Club Atlético River Plate por un partido de exhibición.

### Bolivia
Las relaciones bilaterales entre México y Bolivia, son óptimas y sólidas, aunque en su momento si hubo ciertas complicaciones en el año 2019. Tras descubrir el fraude por parte del partido oficialista Movimiento al Socialismo (MAS), del expresidente Evo Morales que hasta la fecha sus simpatizantes lo han llamado golpe de Estado, el expresidente Andrés Manuel López Obrador es quien le otorga asilo político. Con la transición de la ex presidenta Jeanine Áñez, empezó a complicarse las relaciones junto con España. Una de las frases de la exmandataria boliviana dijo Me dan pena los mexicanos, donde además expulsó a la embajadora de México en Bolivia María Teresa Mercado.
Algunos políticos de la derecha opositor al gobierno oficialista de izquierda MAS en Bolivia, en la región tropical del Chapare, han llamado a una pequeña población de manera despectiva y comparativa como «México chico». Considerado un lugar clandestino donde van instalarse los vehículos motorizados robados desde Chile.

### España
A mediados de la década de los 2010, se viralizo un video en el que se mostraba un clip de un programa español donde se burlaban de México haciendo referencias a la conquista por medio de una canción parodia del tradicional mariachi. En 2023, por medio de TikTok se hizo popular otro video, en este caso de una ciudadana española que se burlaba del acento mexicano.

### Estados Unidos

Los disturbios de Zoot Suit fueron una serie de ataques raciales ocurridos en junio de 1943 en Los Ángeles, California, entre jóvenes mexicanos y militares europeo-estadounidenses estacionados en el sur de California.

El linchamiento de mexicano-estadounidenses en el suroeste de Estados Unidos ha sido pasado por alto durante mucho tiempo en la historia estadounidense, ya que el tema de los linchamientos estaba totalmente enfocado hacia la población negra de ese país. Esto puede deberse a que los archivos e informes del Instituto Tuskegee, que contienen los registros de linchamientos más completos de los EE. UU., categorizaron a las víctimas de linchamientos mexicanos, chinos y nativos americanos como blancos. Las estadísticas de linchamientos registrados en los Estados Unidos indican que entre 1882 y 1951, 4.730 personas fueron linchadas, 1.293 de las cuales eran blancas y 3.437 negras; no obstante, se desconoce el número real de mexicanos linchados. William D. Carrigan y Clive Webb estiman que entre 1848 y 1928, al menos 597 mexicanos fueron linchados, de ellos 64 en zonas que carecían de un sistema judicial formal. Un linchamiento particularmente infame ocurrió el 5 de julio de 1851, cuando una mujer mexicana, Josefa Segovia, fue linchada por una turba en Downieville (California). Se la acusó de matar a un hombre que intentó agredirla después de haber entrado en su casa.
Según el Museo Nacional de la Segunda Guerra Mundial, entre 250.000 y 500.000 mexicanos sirvieron en las Fuerzas Armadas de los Estados Unidos durante la Segunda Guerra Mundial y representaban entre el 2,3% y el 4,7% del Ejército. Sin embargo, se desconoce el número exacto, ya que en aquel entonces los hispanos eran clasificados como blancos. Generalmente, los militares mexicanos de la Segunda Guerra Mundial fueron integrados a unidades militares regulares. Sin embargo, muchos veteranos de la guerra de México fueron discriminados e incluso se les negaron servicios médicos por parte del Departamento de Asuntos de Veteranos de los Estados Unidos cuando regresaron a casa.  En 1948, el veterano de guerra Dr. Héctor P. García fundó el American GI Forum (AGIF) para abordar las preocupaciones de los veteranos mexicanos que estaban siendo discriminados. La primera campaña de la AGIF fue en favor de Félix Longoria, un soldado mexicano que murió en Filipinas en cumplimiento de su deber. Al regresar su cuerpo a su ciudad natal de Three Rivers, Texas, se le negaron los servicios funerarios «por ser mexicano». 
En la década de 1940, las imágenes de los periódicos y las novelas policiales retrataban a los zoot suiters mexicanos como «extranjeros desleales» o «asesinos que atacaban a policías y militares blancos no hispanos». La oposición a los zoot suiters desencadenó una serie de ataques contra jóvenes mexicanos en Los Ángeles, que se conocieron como los disturbios de los Zoot Suit. Los peores disturbios ocurrieron el 9 de junio de 1943, durante el cual 5.000 militares y residentes se reunieron en el centro de Los Ángeles y atacaron a los mexicanos, de los cuales sólo algunos eran zoot suiters.
En el condado de Orange, California, los niños mexicanos en edad escolar eran objeto de segregación racial en el sistema escolar público y se les obligaba a asistir a «escuelas mexicanas». En 1947, el fallo de Méndez contra Westminster declaró inconstitucional la segregación de niños de «ascendencia mexicana y latina» en las escuelas públicas estatales del condado de Orange. Eso ayudó a sentar las bases para el caso histórico Brown v Board of Education.
Muchas organizaciones, empresas y asociaciones de propietarios tenían políticas oficiales para excluir a los mexicanos. En muchas zonas del suroeste, los mexicanos vivían en zonas residenciales separadas debido a las leyes y las políticas de las compañías inmobiliarias. El conjunto de leyes y políticas, conocido como redlining, duró hasta la década de 1950 y cayó bajo el concepto de segregación oficial.
El 18 de agosto de 1976, cuando tres campesinos mexicanos que habían cruzado la frontera ilegalmente fueron atacados mientras se dirigían un rancho perteneciente al lechero de Douglas, George Hanigan. Los tres fueron secuestrados, desnudados, atados y les quemaron los pies antes de liberarlos y decirles que corrieran de regreso a su país. Mientras los tres hombres corrían, los Hanigans dispararon perdigones a sus espaldas. Los tres lograron regresar al otro lado de la frontera hacia Agua Prieta, Sonora, donde la policía local notificó al consulado mexicano en Douglas, que presentó denuncias formales contra George Hanigan y sus dos hijos. George Hanigan murió de un ataque cardíaco a la edad de 67 años el 22 de marzo de 1977, una semana antes de que él y sus hijos fueran programados para ir a juicio. Después de tres juicios, uno de los hijos de Hanigan fue declarado culpable en un tribunal federal y condenado a tres años de prisión, y el otro fue declarado inocente.
Se han creado algunos grupos de ciudadanos privados para detener a los inmigrantes que cruzan indocumentados hacia los Estados Unidos. Grupos como el Proyecto Minuteman y otras organizaciones antiinmigratorias han sido acusados de discriminación debido a sus tácticas agresivas e ilegales.  Como los mexicanos constituyen la mayoría de los latinoamericanos, cuando se le pide a la población no latina que comente sobre su percepción de los latinos, tiende a pensar en estereotipos de los mexicanos que son alimentados por los medios de comunicación, que se centran en la inmigración indocumentada. En una encuesta de 2012 realizada por la Coalición Nacional de Medios Hispanos, un tercio de los no hispanos (blancos y negros) creyó erróneamente que la mayoría de los hispanos del país eran «inmigrantes ilegales con familias numerosas y poca educación». El informe ha sido criticado por cometer el mismo error que los medios de comunicación al agrupar a todos los latinos en un solo grupo, lo que pasa por alto tanto la diversidad de las situaciones de los diferentes grupos como las distintas percepciones de esos grupos por parte de la población no latina. 
Entre 2003 y 2007, en California, el estado con la mayor población mexicana indocumentada, el número de crímenes de odio contra los mexicanos casi se duplicó. Los sentimientos antimexicanos a veces se dirigen también contra otras nacionalidades latinas, aunque el sentimiento antimexicano existe en algunos grupos caribeños y latinos.

### Francia
En 2024, se estrenó la película Emilia Pérez la cual ha sido duramente criticada en México y en Latinoamérica. La película fue la cinta inaugural en el Festival de Cine de Morelia en octubre de 2024, donde tuvo un público limitado, y se estrenó en los cines mexicanos el 23 de enero de 2025, recaudando 9.4 millones de pesos en su primer fin de semana. Previo a su estreno nacional, Audiard y la actriz Adriana Paz iban a presentar la película en un evento especial en la Cineteca Nacional, con la presencia de estudiantes de la Universidad Autónoma Metropolitana (UAM) Azcapotzalco, pero ambos cancelaron su participación por «motivos de logística».
Debido a esto, el director de la película, Jacques Audiard, dio ciertas declaraciones generaron controversia. En una entrevista daba a entender que no había estudiado el contexto mexicano en profundidad: «No, no estudié tanto. Lo que tenía que entender ya lo sabía un poco», aunque estas declaraciones, originalmente en francés, eran traducidas en el momento por otra persona. En otra entrevista, Jacques Audiard afirmó que «el español es un idioma de países emergentes, de países modestos, de gente pobre y migrantes». Posteriormente, Audiard afirmó que sus comentarios fueron sacados de contexto y que, en realidad, siente un gran aprecio por el idioma español: «Lo que se ha dicho es lo contrario de lo que pienso».

### Perú
Recientemente, ha surgido una rivalidad en las redes sociales entre los usuarios de ambos países, donde algunos de Perú han tratado de minimizar a México, haciendo ver que está vez que el país sudamericano fuese visto como superior cuanto turismo, gastronomía e innovación. Los usuarios mexicanos en sus redes sociales, han acusado a Perú de apropiarse parte de la gastronomía mexicana como los tacos. Recientemente también la disputa entre los cereales o alimentos tradicionales de los aztecas y mayas, como el caso del maíz, la palta o aguacate y el cacao.
Se cree que esta rivalidad, se debe a los conflictos políticos y bilaterales durante el anterior presidente de México Andrés Manuel López Obrador, quien trató de dar asilo político al expresidente de Perú, Pedro Castillo en 2022, que fue detenido en la embajada mexicana en Lima, lo que en México se consideró una invasión territorial a dicha embajada por parte de la policía peruana. Con la actual presidenta de México, Claudia Sheinbaum, y la actual presidenta de Perú Dina Boluarte, las relaciones bilaterales con ambas mandatarias no hubo avances ni cambios de mejoramiento y las diferencias sigue hasta la fecha vigente. Además desde este conflicto diplomático, con el anterior gobierno mexicano de López Obrador, se hizo pedido de visa a ciudadanos peruanos para que puedan ingresar a México.

## Incidentes adicionales
En julio de 2008, Luis Ramírez, un inmigrante mexicano indocumentado, fue golpeado hasta la muerte por varios jóvenes blancos en Shenandoah, Pensilvania, mientras caminaba hacia su casa una noche. Los testigos informaron que los agresores gritaron insultos raciales a Ramírez mientras lo atacaban. Su prometida blanca y madre de sus dos hijos, Crystal Dillman, dijo sobre los cuatro adolescentes: «Creo que podrían librarse, porque Luis era un mexicano indocumentado y estos son 'chicos típicos estadounidenses' en el equipo de fútbol que sacan buenas notas, o lo que sea que digan de ellos. Encontrarán la manera de dejarlos ir». Brandon Piekarsky, de 17 años, y Derrick Donchak, de 19, recibieron sentencias de 7 a 23 meses por su participación en el asesinato de un inmigrante mexicano de 25 años. Posteriormente, Piekarsky y Donchak fueron condenados por violaciones de los derechos civiles en un tribunal federal y sentenciados a nueve años de prisión federal.
En 2008, Rodolfo Olmedo, un mexicano, fue arrastrado por un grupo de hombres desconocidos que gritaban epítetos antimexicanos y golpeado en la cabeza con un palo de madera en la calle frente a su casa, el primero de 11 presuntos ataques ese año motivados por prejuicios antihispanos en el vecindario de Port Richmond, Staten Island. Se sabe que actualmente esa zona es predominantemente afrestadounidense pero ha visto una gran afluencia de inmigrantes mexicanos.
Aunque la Patrulla Fronteriza de Estados Unidos es mayoritariamente latina (según datos de 2016, constituyen un poco más del 50% de la Patrulla Fronteriza), en julio de 2019, más de 60 agentes de la patrulla fronteriza fueron investigados por su participación en una página de Facebook que se burlaba de los migrantes de su mismo origen.
El 3 de agosto de 2019, en una tienda Walmart de El Paso, Texas, se produjo un ataque terrorista que dejó 23 muertos y 23 heridos, 18 de ellos hispanoamericanos o mexicanos.  El pistolero blanco, quien finalmente fue sentenciado a cadena perpetua, dijo a la policía de El Paso que estaba tratando de matar a tantos mexicanos como fuera posible.  En un manifiesto, La verdad incómoda, publicado en 8chan justo antes de los ataques, Crusius había citado varias creencias nacionalistas blancas como una supuesta «invasión hispana de Texas» y la teoría de la conspiración del Gran Reemplazo; declaró que estaba «simplemente tratando de defender a mi país del reemplazo cultural y étnico provocado por una invasión», la degradación ambiental; el desprecio hacia las corporaciones y su uso de la automatización para reemplazar a los trabajadores. Crusius dijo que se inspiró en parte en los tiroteos de la mezquita de Christchurch en 2019. 
Seis personas fueron baleadas; tres de ellas fatalmente en Annapolis, Maryland, el 11 de junio de 2023; las víctimas eran personas de origen mexicano y centroamericano; el perpetrador es caucásico y ha sido acusado de asesinato, intento de asesinato y agravamientos por delitos de odio en cada cargo relacionado con la violencia.